# Jürgen Spieß (Gewichtheber)
Jürgen Spieß (* 26. März 1984 in Heidelberg) ist ein deutscher Gewichtheber in der Klasse bis 105 kg. Er wurde 2009 Europameister im Zweikampf und im Stoßen in der Klasse bis 94 kg.

## Leben
1995 mit elf Jahren fing Spieß bei der SG Heidelberg-Kirchheim das Gewichtheben an. Aktuell (Stand: Saison 2016/17) hebt der Sportsoldat in der 1. Bundesliga für den AV 03 Speyer und startet bei Einzelmeisterschaften für den AV 03 Speyer. Er ist Mitglied der Sportfördergruppe Bruchsal und wird von Bundestrainer Frank Mantek am Bundesleistungszentrum Leimen trainiert.
2003 wurde Spieß zum ersten Mal Deutscher Meister. Im Jahr darauf gewann er die Bronzemedaille bei den Juniorenweltmeisterschaften. 2007 wurde er zum Gewichtheber des Jahres gewählt. Bei den Olympischen Spielen 2008 in Peking kam er auf Platz neun.
Seinen bisher größten Erfolg feierte Jürgen Spieß in der Klasse bis 94 kg bei den Europameisterschaften 2009 in Bukarest, als er mit drei neuen persönlichen Bestleistungen Europameister im Zweikampf und Stoßen, sowie Vizeeuropameister im Reißen wurde. Seine Teilnahme an den Weltmeisterschaften 2009 in Goyang sagte Spieß am Ende der Vorbereitung ab, da sich eine alte Rückenverletzung wieder bemerkbar machte. Am Ende der Saison wurde er zum zweiten Mal zum Gewichtheber des Jahres gewählt.
Bei den Weltmeisterschaften 2010 in Antalya (TUR) erreichte Jürgen Spieß (bis 94 kg) mit einer Zweikampfleistung von 357 kg (Reißen 162 kg + Stoßen 195 kg) nur den 22. Platz. 2011 wechselte er die Gewichtsklasse von "-94 kg" in "-105 kg" (Schwergewicht) um im internationalen Vergleich bessere Chancen zu haben. Bei den Europameisterschaften 2011 in Kasan (RUS) erreichte Jürgen Spieß (bis 105 kg) mit einer Zweikampfleistung von 370 kg (Reißen 170 kg + Stoßen 200 kg) den elften Platz. Für die Teilnahme bei den Weltmeisterschaften 2011 in Paris (FRA) wurde er vom Bundestrainer Frank Mantek im Anschluss der Deutschen Meisterschaften 2011 in Forst nominiert und sollte die Nationalmannschaft in Frankreich anführen. Eine hartnäckige Oberschenkelverletzung zwang ihn jedoch zur Absage seiner WM-Teilnahme.
Im Rahmen des Black-Forest-Cups am 9. Juni 2012 in Heidelberg qualifizierte Spieß sich für die Olympischen Spiele in London und erhielt somit seine zweite Olympiateilnahme. Wie schon in Peking erreichte er wieder Rang neun.
Bei der Deutschen Meisterschaft 2014 in Obrigheim (Baden) wurde er mit einer Zweikampfleistung von 380 kg (175 km Reißen / 205 Stoßen) zum 10. Mal Deutscher Meister und löste dadurch sein Ticket für die Weltmeisterschaft Mitte November 2014 in Almaty, Kasachstan.
Bei den Olympischen Spielen 2016 in Rio de Janeiro wurde er mit einer Zweikampfleistung von 390 kg (170 kg Reißen / 220 kg Stoßen) Zweiter in Gruppe B (Gesamt: 10.).
Nach der verpassten Qualifikation für die verlegten Olympischen Spiele 2020 in Tokio bei den Europameisterschaften 2021 in Moskau beendete Spieß im Alter von 37 Jahren seine internationale Karriere. Er werde aber noch für einige Wettkämpfe in der Bundesliga bereitstehen. Spieß ist Vizepräsident des Bundesverband Deutscher Gewichtheber (BVDG) und Mitglied der Athletenkommission der International Weightlifting Federation (IWF)

## Bestleistungen
- Reißen: 178 kg bei den Europameisterschaften 2009 in Bukarest
- Stoßen: 220 kg beim B-Finale der Olympischen Spiele in Rio am 16. August 2016
- Zweikampf: 391 kg beim Finale zur deutschen Mannschaftsmeisterschaft am 7. Mai 2011 in Speyer

## Erfolge
- Europameister im Zweikampf 2009, Europameister im Stoßen 2009, Vizeeuropameister im Reißen 2009
- Deutscher Meister 2003, 2004, 2005, 2006, 2007, 2008, 2009, 2010, 2011 und 2014
- 3. Platz im Stoßen und 5. Platz im Zweikampf Junioren WM 2004
- WM-Teilnehmer 2003, 2005, 2006, 2007 und 2010
- 9. Platz Olympische Spiele 2008 in Peking
- 9. Platz Olympische Spiele 2012 in London
- 10. Platz Olympische Spiele 2016 in Rio
- Gewichtheber des Jahres 2007 und 2009